# 테오츠나고/킨단노카루마
테오쓰나고/킨단노카루마(手をつなごう/禁断のカルマ 손을 잡자/금단의 카르마[*])는 시리쓰에비스추가쿠의 4번째 싱글이다(인디를 포함하면 10번째). 2013년 6월 5일에 DefSTAR RECORDS에서 발매되었다.

## 개요
첫회 한정반 A, 첫회 한정반 B, 서브컬처반 (통상 반)의 3가지 형태로 발매된다.

## 수록곡
(시리쓰에비스추가쿠：미즈키, 마야마 리카, 안노 나츠, 야스모토 아야카, 히로타 아이카, 호시나 미레이, 스즈키 히로노, 마츠노 리나, 카시와기 히나타)

### 첫회 한정반A
1. 테오쓰나고
작사：야나기 타쓰키, 작곡・편곡：타쿠미 마사노리
테레비 도쿄계 애니메이션 "포켓몬스터 베스트위시 시즌2 데코로라 어드벤처"의 엔딩 테마
단편 영화 "피카츄와 이브이☆프렌즈"의 엔딩 테마
2. 킨단노카루마
작사・작곡・편곡 : 스기야마 카쓰히코
도쿄 테레비계 드라마 "뱀파이어 헤븐"의 오프닝 테마
3. 사쿠라・고 라운드 
작사：토다 쇼고, 작곡・편곡：타나카 히로카즈
테레비 도쿄계 애니메이션 "포켓몬스터 베스트위시 시즌2 에피소드 N"의 엔딩 테마[1]
4. 테오쓰나고（Less Vocal）
5. 킨단노카루마（Less Vocal）
6. 사쿠라・고 라운드（Less Vocal）

### 첫회 한정반 B
1. 킨단노카루마
2. 테오쓰나고
3. Lon de Don
　작사・작곡・편곡：이소자키 켄지
4. 킨단노카루마（Less Vocal）
5. 테오쓰나고（Less Vocal）
6. Lon de Don（Less Vocal）

### 서브컬처판（통상반）
1. 테오쓰나고
2. 킨단노카루마
3. Another Day
작사：후미, 작곡：하야시・후미, 편곡：Hiroyuki Hayashi
4. 테오쓰나고（Less Vocal）
5. 킨단노카루마（Less Vocal）
6. Another Day（Less Vocal）